# أكيليسي بوهيفا
سامويلا أكيليسي بوهيفا (بالإنجليزية: Samiuela ʻAkilisi Pōhiva) هو سياسي وناشط ديمقراطية تونغي ولد في يوم 7 أبريل 1941 في هاباي في تونغا، عرف بكونه ناشط للديمقراطية في عقد السبعينات والثمانينات وأسس الحزب الديمقراطي للجزر الصديقة، وفي ديسمبر 2014 أصبح رئيس وزراء تونغا حتى وفاته في يوم 12 سبتمبر 2019. وبوهيفا هو أول رئيس وزراء يعين باختيار البرلمان بعدما كان في السابق يعين من الملك.